# Milton Rogovin
Milton Rogovin (30 de dezembro de 1909 - 18 de janeiro de 2011) foi um fotógrafo documentarista norte-americano.
Rogovin é comparado as grandes fotógrafos de documentário social dos séculos XIX e XX, como Lewis Hine e Jacob Riis e suas fotografias fazem parte de acervos, como da Biblioteca do Congresso, do Museu J. Paul Getty, do Centro de Fotografia Criativa e outras instituições renomadas.